# 名古屋女子医科大学 (旧制)
| 名古屋女子医科大学 （名古屋女子医大） | 名古屋女子医科大学 （名古屋女子医大） |
| ------------------------------------- | ------------------------------------- |
| 創立                                  | 1947年                                |
| 所在地                                | 愛知県名古屋市瑞穂区田辺町            |
| 初代学長                              | 戸谷銀三郎                            |
| 廃止                                  | 1961年                                |
| 後身校                                | 名古屋市立大学                        |
| 同窓会                                | 名古屋市立大学医学部同窓会「瑞友会」  |

名古屋女子医科大学 （なごやじょしいかだいがく） は、愛知県名古屋市にかつて存在した旧制公立医科大学。なお本項では、旧制「名古屋市立女子医学専門学校」などの前身諸校を含めて記述する。

## 概要
第二次世界大戦中（1943年）に、旧制「名古屋市立女子高等医学専門学校」として、名古屋市によって創立された。戦後（1947年）、戦時期に設立された他の公立旧制医学専門学校11校と同時期に旧制大学に昇格し、名古屋女子医科大学となった。その後、新制名古屋薬科大学と合併して名古屋市立大学医学部となった。同窓会は「名古屋市立大学医学部同窓会」の名称で、新制医学部出身者と合同の会で運営され、2007年（平成19年）4月より「瑞友会」と改称している。

## 沿革

### 前史
- 1931年7月10日： 名古屋市民病院開設。
- 1931年7月13日： 名古屋市民病院附属看護婦養成所を開設 （2年制）。
- 1936年4月： 名古屋市民病院附属看護婦養成所、3年制となる。

### 名古屋市立女子高等医学専門学校時代
- 1942年10月22日： 当時の名古屋市長 佐藤正俊、女子高等医専の設立を言明。
  - 11月24日、市議会上程。12月7日、可決。
- 1943年1月6日： 名古屋市立女子高等医学専門学校設立認可。
- 1943年2月1日： 名古屋市立女子高等医学専門学校設置。
- 1943年4月1日： 開校。
  - 修業年限5年、学年定員 120名。
  - 名古屋市民病院を名古屋市立女子高等医学専門学校附属医院と改称。

### 名古屋市立女子医学専門学校時代
- 1944年4月： 名古屋市立女子医学専門学校と改称 （修業年限4年）。
  - 附属医院を名古屋市立女子医学専門学校附属医院と改称。
- 1946年4月： 修業年限5年に復帰 （学年定員 80名）。

### 名古屋女子医科大学時代
- 1947年6月18日： 大学令により名古屋女子医科大学（旧制）設置認可。
  - 予科を開設 （修業年限3年、学年定員 40名）。
- 1948年4月： 学部を開設 （修業年限4年、学年定員 40名）。
  - 附属病院を名古屋女子医科大学附属医院と改称。
- 1949年4月： 名古屋女子医科大学附属高等厚生女学校を設立 （修業年限3年）。
  - 旧附属医院附属看護婦養成所は1950年3月廃止。高等厚生女学校は名古屋市立大学看護学校 （1957年9月）、名古屋市立大学看護短期大学部 （1988年） を経て、1999年に名古屋市立大学看護学部となった。

### 名古屋市立大学医学部（旧制）時代
- 1949年10月28日： 名古屋市議会、旧制女子医大と新制名古屋薬科大学との統合による名古屋市立大学設立を議決。
- 1950年3月14日： 名古屋市立大学設立認可。
- 1950年4月1日： 名古屋市立大学発足。
  - 女子医大は名古屋市立大学医学部（旧制、修業年限4年、学年定員 40名）となった。
  - 附属医院を名古屋市立大学病院と改称。
- 1951年3月： 名古屋市立女子医学専門学校、名古屋女子医科大学予科を廃止。
- 1952年4月： 新制名古屋市立大学医学部医学科開設 （修業年限4年、男女共学）。
  - 入学資格は、4年制大学に 2年以上在籍し医学教育基準に定める単位を取得した者。
- 1955年3月： 旧制医学部、最後の卒業式。
- 1955年4月： 名古屋市立大学教養部を設置、医学部進学課程を開設。
- 1959年5月： 旧制学位審査権を取得。
- 1961年3月： 旧制医学部・同研究科を廃止。4月、新制大学院医学研究科開設。

## 歴代校長
名古屋市立女子高等医学専門学校・名古屋市立女子医学専門学校
- 初代校長： 戸谷銀三郎 （1943年3月 - 1951年3月）

名古屋女子医科大学
- 初代学長： 戸谷銀三郎 （1947年6月 - 1950年3月）
  - 名古屋市立大学初代学長

## 校地
校舎
名古屋市立女子高等医専は現在の名古屋市立大学薬学部田辺通キャンパスの地で発足し、校地は後身の女子医専・女子医大に継承された。名古屋市立大学医学部は田辺通の校地で発足したが狭隘となったため、1958年9月から1961年3月にかけて、現在の川澄キャンパスに移転した（同地は旧制名古屋高等商業学校 → 新制名古屋大学経済学部の元校地で、その後は名古屋市立大学経済学部の校地として使用されていた。市大経済学部は旧制第八高等学校の元校地である山の畑キャンパスに移転した）。
附属病院
附属医院となった名古屋市民病院は、名古屋市南区瑞穂町（現瑞穂区瑞穂通）に開設され、1966年11月に現在の川澄キャンパスの地に移転するまで同地を使用した。瑞穂通の病院跡地は、現在 名古屋市博物館となっている。

## 関連書籍
- 名古屋市立大学開学50周年記念誌編纂委員会（編）　『名古屋市立大学50年の歩み』　名古屋市立大学開学50周年記念事業実行委員会、2001年10月。